# Noorderpolderhuis
Het Noorderpolderhuis is een voormalig waterschapshuis aan de Molendijk in de Noord-Hollandse plaats Schermerhorn. Het pand is gebouwd als boerderij en later verbouwd tot polderhuis voor het bestuur van het voormalige waterschap Schermeer. Ook de twee opvolgers Het Lange Rond en het Hoogheemraadschap Hollands Noorderkwartier hebben het pand gebruikt als ontvangstruimte.

## Geschiedenis
Het gebouw werd in 1744 gekocht van de nabestaanden van timmerman Pieter Cornelis van der Sluys. Het pand kostte 1300 gulden en het bijbehorende gereedschap 213. Na de aanschaf werd het pand uitgebreid zodat er een vergaderruimte bij kwam. Het stenen deel van het gebouw is later voor de voormalige woning gebouwd, daar bevindt zich nu de vergaderkamer. In het lange lage houten deel is een kegelbaan geplaatst. In 1977 fuseerde Schermeer met 36 andere waterschappen in Noord-Holland tot het waterschap Het Lange Rond. Ook dit nieuwe waterschap bleef hier vergaderen, dit duurde tot een nieuwe fusie in 2003. Het Hoogheemraadschap Hollands Noorderkwartier vergaderde niet langer in Schermerhorn, maar bleef het pand wel gebruiken als ontvangstgelegenheid.

## Exterieur
Het gebouw bestaat uit twee delen, vleugels genaamd, die in elkaars verlengden liggen. Het eerste deel bevat de Herenkamer en het tweede deel de kegelbaan met timmermanswoning. De kegelbaan is gelegen in de vroegere timmerschuur. Dit deel is lager dan de andere bouwdelen.
De Herenkamer is voor de timmermanswoning gebouwd in steen. Boven de stenen muren zijn houten topgevels geplaatst. De houten topgevels hebben getorste makelaars. Op het dak van de herenkamer staat een dakruiter.
Voor het pand een tuinbeeldje, symboliserend de Faam, op hardstenen sokkel in Lodewijk XVI-stijl. Tevens in de tuin een zonnewijzer op een hardstenen voetstuk in rococo-stijl.

### Bovenlicht
Boven de voordeur, in de oude timmermanswoning, is een rijk versierd bovenlicht aangebracht. Dit bovenlicht toont Sint Michaël, zonder de draak, geflankeerd door landbouwgereedschappen.

## Herenkamer
De Herenkamer, vergaderkamer van de dijkgraaf en heemraden, heeft nog het originele goudleerbehang. De balken in het plafond zijn bronsgroen geverfd en voorzien van goudkleurige Latijnse spreuken. Op de middenbalk zijn twee lijfspreuken aangebracht, te weten die van de Schermeer en van de nabijgelegen stad Alkmaar: Schermeers Beschermer en Alcmaria Victrix. Alcmaria Victrix is ook opgenomen in het stadswapen van Alkmaar.
Het goudleren behang is niet origineel, het originele behang is in 1895 geveild. De 18e-eeuwse marmeren schouw met rococo snijwerk is wel origineel. In een hoek staan in een hoekbuffetkast waterschapsglazen die tijdens maaltijden gevuld werden met wijn en waarmee de vriendschappen tussen de heren beklonken werden. De glazen stonden op de mahoniehouten ovale tafel. De tafel is bekleed met zeilstof. De stoelen rondom de tafel zijn van latere datum en zijn in de stijl van de Biedermeier. De stoelen zijn bekleed met paardenhaar.

## Kegelbaan
De kegelbaan bevindt zich in een deel van de timmerschuur. Volgens Arie Barendregt, oud-dijkgraaf van het waterschap, is het de oudste kegelbaan van Nederland. De baan en de ballen, die vrijwel vierkant zijn, zijn nog aanwezig. De schuur is in 1968 en 1994 vernieuwd. In de ruimte zijn ook nog oude timmermansgereedschappen aanwezig.